# Painkiller (banda)
Painkiller (también conocido como Pain Killer ) es un grupo de Jazz fusión y deathgrind que se formó en 1991. Los álbumes posteriores incorporaron elementos de ambient y dub .
La banda nunca tuvo un vocalista y en su lugar se usa un saxofón y alguna Voz no limpia sin palabras. Los tres miembros principales de Painkiller eran John Zorn al saxofón, Bill Laswell al bajo y Mick Harris a la batería. Zorn y Laswell trabajan en la escena musical de jazz de vanguardia de Nueva York. Harris fue el baterista de la banda de grindcore Napalm Death . Los ritmos explosivos de Harris inspiraron a Zorn a crear su estilo característico, formando grupos de improvisación como Naked City que fusionaron géneros dispares en una escena única.  Varios músicos han hecho apariciones especiales tanto en vivo como en el estudio, incluidos Buckethead, Yamatsuka Eye, Mike Patton, Makigami Koichi, Justin Broadrick y GC Green de Godflesh, y Keiji Haino de Fushitsusha .
Harris dejó la banda en 1995 para dedicarse a la música por ordenador . Zorn y Laswell resucitaron a Painkiller y tocaron con Yoshida Tatsuya de Ruins en la batería. Hamid Drake se unió a la banda para los espectáculos del 50 cumpleaños de Zorn en Tonic en la ciudad de Nueva York. Ese programa (que también contó con Patton como invitado) fue lanzado como un álbum en vivo por Tzadik .
En 2008, Painkiller realizó un espectáculo único en París, Francia, con la formación original de Zorn, Laswell y Harris, junto con una aparición de Fred Frith y Patton.

## Miembros
Miembros actuales
- John Zorn - saxofón (1991-presente)
- Bill Laswell - bajo (1991-presente)
- Yoshida Tatsuya - batería (2008-presente)

Miembros anteriores
- Mick Harris - batería (1991-1995)

## Discografía
- Guts of a Virgin (Earache, 1991)
- Buried Secrets (Earache, 1992)
- Rituals: Live in Japan (Toy's Factory, 1993)
- Execution Ground (Subharmonic, 1994)
- Talisman: Live in Nagoya (Tzadik, 2002)
- 50th Birthday Celebration Volume 12  with Hamid Drake and Mike Patton (Tzadik, 2005)
- The Prophecy: Live in Europe with Yoshida Tatsuya (Tzadik, 2013)[4]

### Compilaciones
- Painkiller: The Collected Works (Tzadik, 1997)

#### Cajas recopilatorias
- Guts of a Virgin & Buried Secrets (Earache, 1998)